# Chersotis antigrapha
Chersotis antigrapha là một loài bướm đêm trong họ Noctuidae.